# Contea di Green Lake
La contea di Green Lake (in inglese, Green Lake County) è una contea dello Stato del Wisconsin, negli Stati Uniti. La popolazione al censimento del 2000 era di 19 105 abitanti. Il capoluogo di contea è Green Lake.